# Wilkołak (film 2018)
Wilkołak – polsko-niemiecko-holenderski dramat psychologiczny i horror z 2018 roku w reżyserii Adriana Panka. 
Zdjęcia do filmu rozpoczęły się w lipcu 2017 i były realizowane w Górach Stołowych, Nowej Rudzie, w Muzeum Molke w Ludwikowicach Kłodzkich oraz w pałacu w Bulowicach. Premiera filmu odbyła się 20 września 2018 podczas Festiwalu Polskich Filmów Fabularnych w Gdyni.

## Fabuła
Fabuła filmu rozgrywa się w 1945 i opowiada o dzieciach wyzwolonych z obozu koncentracyjnego Gross Rosen, przebywających w położonym w lesie sierocińcu, zaadaptowanym po starym pałacu. Dziećmi opiekuje się dwudziestoletnia więźniarka Hanka (Sonia Mietielica).

## Obsada
- Nicolas Przygoda – Janek
- Kamil Polnisiak – Władek
- Sonia Mietielica – Hanka
- Jakub Syska – Siwy
- Helena Mazur – Ruda
- Krzysztof Durski – Czarny
- Maksymilian Balcerowski – Chudy
- Julia Ślusarczyk – Duża
- Matylda Ignasiak – Mała
- Danuta Stenka – Jadwiga
- Oleh Shcherbyna – Lońka
- Eugeniusz Malinowski – Kierowca
- Werner Daehn – Esesman
- Radosław Chrześciański – Czerwonoarmista
- Wojciech Namiotko – Krępak

## Nagrody w 2018
- 43. Festiwal Polskich Filmów Fabularnych – Gdynia:
  - Najlepszy reżyser Adrian Panek
  - Najlepsza muzyka Antoni Łazarkiewicz
  - Nominacja do nagrody Złote Lwy[5]
- Festiwal Filmu Polskiego w Ameryce – Chicago:
  - Nagroda „Odkrywcze Oko” dla młodego utalentowanego twórcy Adriana Panka[6]

- Black Nights Film Festival – Tallinn:
  - Nagroda Jury Ekumenicznego
  - Nagroda Publiczności[6]

## Koprodukcja
- Rosco Polska, House of Netherhorror, Twenty Twenty Vision[3].

## Finansowanie
- Polski Instytut Sztuki Filmowej, Netherlands Film Fund[3].